# Gjallica
Die Gjallica e Lumës ist ein Berg im Nordosten Albaniens. Sie erhebt sich südöstlich der Stadt Kukës. Mit einer Höhe von 2485 m ü. A. ist sie die höchste Erhebung der Region.
Die Gjallica ist ein zehn Kilometer langer, von Südsüdwest gradlinig nach Nordnordost verlaufender Höhenzug, der nach Westen und Osten steil abfällt. Der Bergstock steht recht isoliert: Im Süden trennt die Bicaj-Schlucht, benannt nach dem in der Nähe liegenden Dorf, vom Berg Kolesian (2050 m ü. A.); im Norden liegt die tiefe Schlucht Gryka e Vanajva, durch die der Fluss Luma das im Südosten gelegene Gebiet Gora entwässert und die die Gjallica vom Nachbarn Koritnik (2393 m ü. A.) trennt. Louis beschreibt Gjallica und Koritnik als durchgehenden Gebirgszug, der von der über 1500 Meter tiefen Durchbruchsschlucht der Luma zweigeteilt wird. Koritnik, Gjallica und Kolseian bilden den nördlichen Abschluss des Korabgebirges.
Auf der Westseite fällt der Berg sehr steil, mehr als 2000 Meter tief ins Drin-Tal ab. Bei Kukës vereinigen sich der Schwarze Drin, der Weiße Drin und die Luma, heute fließen alle in den  Fierza-Stausee.
Gjallica und Koritnik bestehen aus Triaskalk. Im Gegensatz zum Koritnik finden sich an der Gjallica aber keine Glazialspuren. An der Ostseite des Berges wurde beim Dorf Nimça in den 1970er Jahren Uran abgebaut.
Der Aufstieg erfolgt am einfachsten über den Südgrat von der Ostseite her, wo im Sommer in einfachen Behausungen Schäfer die Bergweiden bewirtschaften.  Auf der Westseite gibt es viel Wald: Ursprünglich fanden sich im unteren Bereich Eichen und Haselgebüsch, darüber Buchen und Schwarzkiefern bis zu einer Höhe von ca. 2000 bis 2100 Meter. Zumindest teilweise gehört die Gjallica zum Naturpark Korab-Koritnik.
Auf der Gjallica wird jährlich ein heidnischer Brauch gefeiert. Am ersten Donnerstag im August treffen sich Bewohner aus umliegenden Dörfern auf dem Berg. Die Quelle Tanzot wenig unterhalb des Gipfels gilt als heilig und Ort, wo Berggeister und -feen Wasser trinken.